# Thermomicrobia
Classe
Les Thermomicrobia sont une classe de bacilles Gram négatifs du lphylum des Thermomicrobiota. Son nom provient de Thermomicrobiales qui est l'ordre type de cette classe. Ce sont des bactéries extrémophiles thermophiles semblable aux Chloroflexia par le phénotype (bactéries vertes non sulfureuses), mais distinctes sur le plan phylogénétique.

## Taxonomie
Le nom correct complet (avec auteur) de ce taxon est Thermomicrobia Garrity & Holt 2002.
Le genre type est Thermomicrobium Jackson et al. 1973.

### Étymologie
L'étymologie de la classe Thermomicrobia est la suivante :  Ther.mo.mi.cro’bi.a N.L. neut. n. Thermomicrobium, Genre type de l'ordre type de la classe; N.L. neut. pl. n. Thermomicrobia.

### Nomenclature
Cette classe est proposée en 2001 par G.M. Garrity et J.G . Holt dans la deuxième édition du Bergey's Manual of Systematic Bacteriology. Elle est validée l'année suivante par une publication dans l'IJSEM. 
En 2004 P. Hugenholtz et E. Stackebrandt proposent de rattacher cette classe, non pas au phylum alors nommé lui aussi « Thermomicrobia », mais à un sous-embranchement du phylum des « Chloroflexi » (depuis renommé en Chloroflexota). Par la suite, en 2021, ce taxon a été élevé au rang de phylum à part entière sous le nom de Thermomicrobiota.

## Liste des ordres
Selon LPSN (13 juin 2025) :
- Sphaerobacterales Stackebrandt et al. 1997
- Thermomicrobiales Garrity & Holt 2002 – ordre type